# سیارک ۱۶۷۵۷
سیارک ۱۶۷۵۷ (به انگلیسی: 16757 Luoxiahong، نامگذاری:1996SC6) شانزده هزار و هفتصد و پنجاه و هفتمین سیارک کشف شده‌است که در ۱۸ سپتامبر ۱۹۹۶ کشف شد.
قدر مطلق سیارک برابر ۲۲.۴ است.